# ملحمة أسطورية

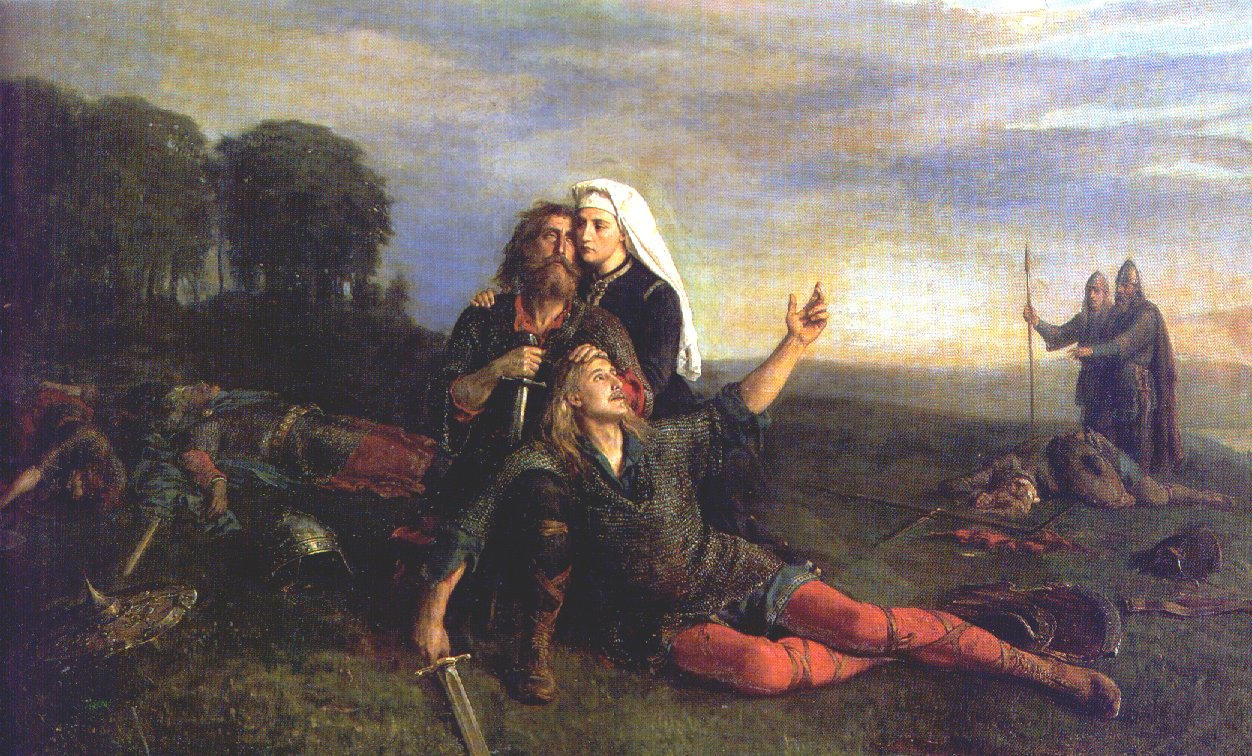
فورنالدر ("الأزمنة الماضية")؛ لوحة للفنان بيتر نيكولاي أربو

الملحمة الأسطورية أو فورنالدراساغا (حرفيًا، "قصة/تاريخ العصر القديم") هي نوع من الملاحم الإسكندنافية التي تختلف عن ملاحم الآيسلنديين ، حيث تدور أحداثها في زمن سابق لاستيطان أيسلندا. هناك بعض الاستثناءات، مثل ملحمة ينغفار واسع السفر، والتي تدور أحداثها في القرن الحادي عشر. من المحتمل أن تكون جميع الملاحم مكتوبة في أيسلندا، من منتصف القرن الثالث عشر تقريبًا إلى حوالي عام 1400، مع احتمال وجود بعض الملاحم التي كُتبت في وقت لاحق، مثل ملحمة هرولف كراكا.

## روابط خارجية
- فورنالدراساغا بلاد الشمال: ببليوغرافيا المخطوطات والإصدارات والترجمات والأدب الثانوي التي جمعها MJ Driscoll & Silvia Hufnagel، معهد Arnamagnæan، كوبنهاغن نسخة محفوظة 20 أبريل 2016 على موقع واي باك مشين.
- فورنالدراساغا بلاد الشمال نسخة محفوظة 20 أبريل 2016 على موقع واي باك مشين. باللغة الإسكندنافية القديمة والنرويجية الحديثة من heimskringla.no
- النشر عبر الإنترنت للملاحم الأسطورية باللغة الأصلية
- عرض تقديمي لـ فورنالدراساغاr باللغة الإسكندنافية القديمة مع جميع الترجمات الإنجليزية المتاحة عبر الإنترنت.

قالب:Legendary sagas